# Chrysobothris dentipes
Chrysobothris dentipes är en skalbaggsart som först beskrevs av Ernst Friedrich Germar 1824.  Chrysobothris dentipes ingår i släktet Chrysobothris och familjen praktbaggar. Inga underarter finns listade i Catalogue of Life.